# Callicostella chevalieri
Callicostella chevalieri är en bladmossart som beskrevs av Brotherus in Corbière 1912. Callicostella chevalieri ingår i släktet Callicostella och familjen Hookeriaceae. Inga underarter finns listade i Catalogue of Life.